# Barcelona Ladies Open 2011
Barcelona Ladies Open 2011 — тенісний турнір, що проходив на відкритих кортах з ґрунтовим покриттям. Це був 5-й за ліком Barcelona Ladies Open. Належав до категорії International у рамках Туру WTA 2011. Відбувся в David Lloyd Club Turó в Барселоні (Іспанія). Тривав з 25 квітня до 1 травня 2011 року.

## Учасниці

### Сіяні
| Країна   | Гравчиня             | Рейтинг1 | Сіяна |
| -------- | -------------------- | -------- | ----- |
| Франція  | Маріон Бартолі       | 12       | 1     |
| Румунія  | Александра Дулгеру   | 28       | 2     |
| Болгарія | Цветана Піронкова    | 35       | 3     |
| Росія    | Катерина Макарова    | 38       | 4     |
| Італія   | Сара Еррані          | 41       | 5     |
| Італія   | Роберта Вінчі        | 42       | 6     |
| Чехія    | Івета Бенешова       | 44       | 7     |
| Іспанія  | Лурдес Домінгес Ліно | 45       | 8     |
| Чехія    | Барбора Стрицова     | 47       | 9     |

- Рейтинг подано станом на 18 квітня 2011.

### Інші учасниці
Нижче наведено учасниць, які отримали вайлд-кард на участь в основній сітці:
- Маріон Бартолі
- Нурія Льягостера Вівес
- Марія-Тереса Торро-Флор

Нижче наведено гравчинь, які пробились в основну сітку через стадію кваліфікації:
- Естрелья Кабеса Кандела
- Чжан Кайчжень
- Зузана Кучова
- Сільвія Солер-Еспіноса

Нижче наведено гравчинь, які потрапили в основну сітку як щасливий лузер:
- Марія Елена Камерін
- Джеймі Гемптон

### Знялись з турніру
- Тімеа Бачинскі (травма гомілковостопного суглобу)
- Лурдес Домінгес Ліно (травма ступні)

## Переможниці

### Одиночний розряд
Роберта Вінчі —  Луціє Градецька, 4–6, 6–2, 6–2
- Для Вінчі це був 1-й титул за рік і 4-й — за кар'єру. Це була її 2-га перемога на цьому турнірі (перша була 2009 року).

### Парний розряд
Івета Бенешова /  Барбора Стрицова —  Наталі Грандін /  Владіміра Угліржова, 5–7, 6–4, [11–9]